# Gare de New Cross Gate
Ne doit pas être confondu avec gare de New Cross.
New Cross Gate (en anglais : New Cross Gate railway station), est une gare ferroviaire établie sur l'East London line. Elle  est située sur la New Cross Road, à New Cross dans le borough londonien de Lewisham sur le territoire du Grand Londres.
C'est une gare, de Network Rail et Transport for London, du réseau de trains de banlieue London Overground exploitée par Arriva Rail London. 

## Situation ferroviaire
La gare de New Cross Gate est située sur la East London line intégrée au London Overground.

## Historique
New Cross Gate était le terminus d'une branche de la East London line. Entre 2006 et 2010, le trafic est interrompu pour travaux. Le 27 avril 2010, il reprend sur cette ligne désormais intégrée au réseau du London Overground. Le 23 mai 2010, la ligne est prolongée vers le sud (Crystal Palace et West Croydon).